# Пламен Цветанов
Пламен Мирославов Цветанов е български пианист, композитор и тонрежисьор.

## Биография
Роден е на 8 януари 1986 г. в град София. Той е син на актьорите Мирослав Цветанов и Роза Николова.
Цветанов започва първите си уроци по пиано при проф. Милена Куртева.
През 2004 г. завършва Националното музикално училище „Любомир Пипков“ със специалност пиано в класа на Илия Лозанов, а през 2009 г. завършва магистърска степен по пиано в Националната музикална академия „Панчо Владигеров“ в класа на Теодора Несторова.
Цветанов композира музиката за 18 анимационни филма, един игрален и късометражен филм, един мюзикъл, както и на музиката за повече от 20 театрални постановки.
Носител е на много множество престижни отличия от национални и международни форуми за пиано и композиция, сред които и Голямата награда от конкурс в Париж за изключителен талант и артистизъм.
Между 2011 г. и 2013 г. е пианист в детското предаване „Кой е по-по-най“.
През 2022 г. е гост-солист в концерта към майсторския клас на филандския диригент Саша Мякиля, който се състои на 21 октомври в залата на „Симфониета София“.

### Кариера в дублажа
Между 2000 г. и 2005 г. озвучава анимационни филми. Сред ролите му са на Анди в „Играта на играчките“, Маугли в „Книга за джунглата“, Фред и Джордж в „Хари Потър и Философският камък“ и Цвете в „Бамби“.
През 2021 г. е тонрежисьор в дублажите на различни филми и сериали в дублажно студио „Александра Аудио“.

## Творби

### Като композитор
- 2003-2005 – оригинална музика за представлението „Омагьосаният Файтон“ на театър „Слон“
- 2004 – концерт за пиано „Хероика“ в h moll.
- 2005 – оригинална музика за филма „Хиндемит“, режисьор Андрей Слабаков
- 2005 – оригинална музика за анимационния филм „Кръговрат“, режисьор Иван Цонов, продуцент Андрей Слабаков
- 2006 – оригинална музика за спектакъла „Малкият храбър тостер“ в НАТФИЗ, режисьор Димитър Иванов
- 2006 – оригинална музика за спектакъла „Меко казано“ в НАТФИЗ, режисьор Николай Дограмаджиев
- 2006 – авторска музика към дигиталната презентация на България – „Новата азбука в Европейския Съюз“
- 2007 – авторска музика за анимационния филм „Еднопосочно движение“, сценарист Станислав Стратиев, режисьор Иван Цонов, продуцент Андрей Слабаков
- 2008 – авторска музика за анимационния филм The Story of Doggy-Dog and Baby Bijou, режисьор Иван Цонов
- 2010 – оригинална музика за спектакъла „Хипопотамът и Котката“ в Малък куклен театър „Слон“
- 2010 – оригинална музика за спектакъла „Шестте пингвинчета“, режисьор Олег Шулев
- 2012 – авторска музика за анимационния филм „Промяната“, режисьор Иван Цонов
- 2012 – авторска музика към спектакъла „Цирк. Цирк? Цирк!“ на Малък куклен театър „Слон“
- 2019 – авторска музика за анимационния филм „Стълби“, режисьор Иван Цонов[6]
- 2023 – Симфонична фантазия „Зайченцето бяло“– премиерно изпълнение на 25.06.2023 г. зала „България“. Симфонията е издадена и като луксозно печатно издание.

### Като пианист
- 2003 – концерт в Съюз на българските композитори
- 2003 – концерт в Националното музикално училище „Любомир Пипков“
- 2004 – концерт в Съюз на българските композитори
- 2004 – концерт в Аулата на Софийския университет
- 2005 – концерт в НДК, зала 2
- 2006 – концерт в НДК, зала 6
- 2012 – концерт в музея „Холбърн“, Бат, Англия
- 2012 – концерт в Уорминстър, Англия
- 2021 – солов концерт в Музея „Сметана“ в Прага[7]

### Като тонрежисьор
- 2021 – „Клифърд, голямото червено куче“
- 2022 – „Призракът и Моли Макгий“
- 2022 – „DC Лигата на супер-любимците“
- 2022 – „История с мумия 2“
- 2023 – „Супер Марио Bros.: Филмът“
- 2023 – „Малката русалка“
- 2023 – „Тролчета: Бандата се събира“
- 2023 – „Уонка“
- 2024 – „Отвътре навън 2“

## Личен живот
Цветанов е женен за Мънийн Янг, една от водещите манекенки и носителка на титлата „Мис Туризъм 2009 China“.